# Estación Invernal Fuentes de Invierno
Fuentes de Invierno es un complejo de esquí alpino situado en el concejo de Aller en Asturias, sobre la cordillera Cantábrica, en España.
Fuentes de Invierno fue inaugurada el 31 de marzo de 2007, como incentivo en la recuperación del concejo de Aller inmerso en una grave crisis provocada por la reconversión de la minería. Tiene unas instalaciones formadas por tres telesillas, un telesquí y una cinta remontadora, que suman una capacidad de transporte total para 8200 personas/hora, dando acceso a un total de 8.7 kilómetros esquiables balizados.
Fuentes de Invierno se encuentra en la vertiente asturiana del puerto de San Isidro, en la cordillera Cantábrica, con su base a una altitud de 1500 m sobre el nivel del mar. Cuenta con tres zonas diferenciadas, la base que se encuentra a 1500 metros, la zona media, llamada Llana'l Fitu, a 1700 metros, y la alta, ya muy cerca de los 2000 metros. Su orientación es Norte, con lo que la calidad y la cantidad de nieve está asegurada.
La estación cuenta con 3 pistas verdes: Pequeño Laurel, Toneo y La Llana'l Fitu; 3 azules: Brezales, Entresierras y un pequeño Enlace ; 6 rojas: Abedules, Aller, La Hoya, Arandaneras, Llomba y Piornales; 3 negras: Rebecos, Tubos de Toneo y Entresierras.
Además la estación dispone de una cafetería, una enfermería, un alquiler (a pie de pistas), una escuela de Ski y Snowboard, y un parque infantil para pequeños esquiadores. 
La estación aún no dispone de cañones de nieve artificial, aunque está prevista su instalación una vez se solucione su déficit energético, para lo cual ya se encuentra en marcha un proyecto. Es la segunda estación de esquí de Asturias, muy cercana a la vecina de San Isidro en León. Juntas conforman el mayor dominio esquiable de la cordillera Cantábrica. 
Está previsto que esta estación se una mediante un remonte mecánico al sector de Riopinos de su vecina San Isidro, pero por el momento no es posible ya que el Principado de Asturias no está dispuesto a pagar a la Diputación de León para poder usar la línea eléctrica que sería necesaria para la unión de las dos estaciones. Sí que se ofrece sin embargo, un forfait anual conjunto con la estación, también asturiana, de Valgrande Pajares, en el vecino municipio de Lena.

## Clubes de esquí
El club de esquí y snowboard de la estación imparte cursillos en las modalidades de esquí de iniciación, perfeccionamiento, competición y adultos, y cursos de snowboard en las modalidades iniciación, perfeccionamiento y competición; en total participan aproximadamente 400 niños y adultos.

## Ciclismo
Fuentes de Invierno fue final de etapa en la Vuelta ciclista a España 2008. Fue considerado un puerto de primera categoría y el ganador en la cumbre fue Alberto Contador, que se convertiría en el ganador final de la carrera.
La etapa no estuvo exenta de polémica, ya que la gran actuación del ciclista del Xacobeo Galicia Ezequiel Mosquera, que con sus continuos ataques fue capaz de descolgar a Carlos Sastre y Alejandro Valverde, fue aprovechada por los ciclistas de Astana Contador y Levi Leipheimer que aprovecharon su trabajo y le privaron de la victoria de etapa. Álvaro Pino, director del equipo Galicia, criticó duramente la actitud de los corredores de Astaná.